# Club Deportivo Torreperogil
Club Deportivo Torreperogil es un equipo de fútbol español, localizado en Torreperogil, Andalucía. Fundado en 1975 y refundado en 2008, actualmente milita en Tercera División RFEF. Disputa los partidos como local en el Estadio Abdón Martínez Fariñas, con una capacidad de 3.000 espectadores.

## Historia
Hubo varios equipos antes que Torreperogil, como fueron el UD Perogilense, AD Torres y Sporting de Torreperogil. CD Torreperogil fue refundado en 2008, y ese mismo año se convirtieron el equipo de la ciudad.

## Temporadas
| Temporada | Categoría | División  | Posición | Copa del Rey |
| --------- | --------- | --------- | -------- | ------------ |
| 2008–09   | 7         | 3ª And.   | 7.°      |              |
| 2009–10   | 7         | 3ª And.   | 9.°      |              |
| 2010–11   | 7         | 3ª And.   | 9.°      |              |
| 2011–12   | 7         | 3ª And.   | 11.°     |              |
| 2012–13   | 7         | 3ª And.   | 1.°      |              |
| 2013–14   | 6         | 2ª And.   | 7.°      |              |
| 2014–15   | 6         | 2ª And.   | 1.°      |              |
| 2015–16   | 5         | 1ª And.   | 5.°      |              |
| 2016–17   | 5         | Div. Hon. | 5.°      |              |
| 2017–18   | 5         | Div. Hon. | 1.°      |              |
| 2018–19   | 4         | 3ª        | 10.°     |              |
| 2019–20   | 4         | 3ª        | 13.°     |              |
| 2020–21   | 4         | 3ª        | 4.°      |              |
| 2021–22   | 5         | 3ª RFEF   | -        |              |

- 3 temporadas en Tercera División
- 1 temporada en Tercera División RFEF
- 10 temporadas en Divisiones Regionales de Andalucía